# 보충적 관할권
보충적 관할권은 미국민사소송법상 제도로 과거 판례로 인정해오던 원고가 제기한 관련 사건과 피고의 반소 또는 제3자의 소송참가를 통한 관련 사건 등에 대한 연방법원의 관할권을 인정하는 미국민사소송법상 제도이다.

## 참고 문헌
- 서철원, 미국 민사소송법, 법원사, 2005. ISBN 899151202X
- 이우영, 미국 연방민사절차 1, 경인문화사, 2007. ISBN 9788949905198

## 같이 보기
- 경합권리자확정소송